# Oltásellenesség
Az oltásellenesség a vakcinák elfogadásának késedelme vagy elutasítása a rendelkezésre álló oltóanyag-szolgáltatások és az azokat alátámasztó bizonyítékok ellenére. A kifejezés magában foglalja a vakcinázás elutasítását, a vakcinák késleltetését, a vakcinák elfogadását azok működésének kétségbe vonása mellett, vagy bizonyos vakcinák használatát, de másokét nem.
A vakcinák általános biztonságosságával és hatékonyságával kapcsolatos tudományos konszenzus elsöprő. 
Az oltásellenesség gyakran járványok kitöréséhez és oltással megelőzhető betegségek okozta halálesetekhez vezetett. 
Emiatt az Egészségügyi Világszervezet az oltásellenességet a tíz legnagyobb globális egészségügyi veszély egyikeként jellemzi.
Az oltásellenesség összetett és környezetfüggő, időben, helyen és oltóanyagonként eltérő, és olyan tényezők befolyásolhatják, mint a megfelelő, tudományosan megalapozott ismeretek és megértés hiánya a vakcinák előállításával és működésével kapcsolatban, valamint pszichológiai tényezők, beleértve a tűktől való félelmet és a hatóságokkal szembeni bizalmatlanságot, a személy bizalomhiányát (bizalmatlanság a vakcinával és/vagy az egészségügyi szolgáltatóval szemben), az önelégültséget (a személy nem látja szükségét a vakcinának, vagy nem látja a vakcina értékét) és a kényelmet (a vakcinához való hozzáférés). Az oltás feltalálása óta létezik, és közel nyolcvan évvel megelőzi a „vakcina” és a „védőoltás” kifejezések létrejöttét.
Az „oltásellenesség” az oltás teljes ellenzésére utal; az utóbbi években az oltásellenesek „anti-vaxer” vagy „anti-vax” néven is ismertek. Az oltásellenesek által felvetett konkrét hipotézisek idővel változnak. Az oltásellenes aktivizmus egyre inkább politikai és gazdasági célokhoz kapcsolódik. Bár az oltásellenes mozgalom és a peremorvosok által terjesztett mítoszok, összeesküvés-elméletek, félretájékoztatás és dezinformáció oltási bizonytalansághoz és nyilvános vitákhoz vezet az oltásokkal kapcsolatos orvosi, etikai és jogi kérdések körül, a mainstream orvosi és tudományos körökben nincs komoly bizonytalanság vagy vita az oltás előnyeiről.
Az oltást kötelezővé tevő törvényjavaslatokat, mint például a kaliforniai szenátus 277-es törvényjavaslata és az ausztráliai No Jab No Pay, az oltásellenes aktivisták és szervezetek ellenezték. A kötelező oltással szembeni ellenállás alapja lehet az oltásellenes érzület, az aggodalom, hogy az sérti a polgári szabadságjogokat vagy csökkenti a közvélemény oltásokba vetett bizalmát, vagy a gyógyszeripar nyerészkedésének gyanúja.

## Fordítás
- Ez a szócikk részben vagy egészben  a   vaccine hesitancy című angol Wikipédia-szócikk fordításán alapul.  Az eredeti cikk szerkesztőit annak laptörténete sorolja fel. Ez a jelzés csupán a megfogalmazás eredetét és a szerzői jogokat jelzi, nem szolgál a cikkben szereplő információk forrásmegjelöléseként.